# Faza eliminatorie a UEFA Europa League 2009-2010
Meciurile din faza eliminatorie UEFA Europa League 2009-2010 s-au desfășurat între 18 februarie și 12 mai 2010.
Toate orele sunt CET/CEST

## Echipe calificate
| Key to colours               |
| ---------------------------- |
| Seeded in round of 32 draw   |
| Unseeded in round of 32 draw |

### Echipe venite din faza grupelor UEFA Europa League
| Grupa | Locul I           | Locul II        |
| ----- | ----------------- | --------------- |
| A     | Anderlecht        | Ajax            |
| B     | Valencia          | Lille           |
| C     | Hapoel Tel Aviv   | Hamburg         |
| D     | Sporting CP       | Hertha BSC      |
| E     | Roma              | Fulham          |
| F     | Galatasaray       | Panathinaikos   |
| G     | Red Bull Salzburg | Villarreal      |
| H     | Fenerbahçe        | Twente          |
| I     | Benfica           | Everton         |
| J     | Șahtior Donețk    | Club Brugge     |
| K     | PSV Eindhoven     | Copenhaga       |
| L     | Werder Bremen     | Athletic Bilbao |

### Echipe venite din Liga Campionilor
| Grp | Team            | M | V | E | Î | GM | GP | G  | Pct |
| --- | --------------- | - | - | - | - | -- | -- | -- | --- |
| G   | Unirea Urziceni | 6 | 2 | 2 | 2 | 8  | 8  | 0  | 8   |
| A   | Juventus        | 6 | 2 | 2 | 2 | 4  | 7  | −3 | 8   |
| B   | Wolfsburg       | 6 | 2 | 1 | 3 | 9  | 8  | +1 | 7   |
| C   | Marseille       | 6 | 2 | 1 | 3 | 10 | 10 | 0  | 7   |
| E   | Liverpool       | 6 | 2 | 1 | 3 | 5  | 7  | −2 | 7   |
| F   | Rubin Kazan     | 6 | 1 | 3 | 2 | 4  | 7  | −3 | 6   |
| H   | Standard Liège  | 6 | 1 | 2 | 3 | 7  | 9  | −2 | 5   |
| D   | Atlético Madrid | 6 | 0 | 3 | 3 | 3  | 12 | −9 | 3   |

## Meciurile
| Round of 32       | Round of 32 | Round of 32 | Round of 32 |  |                 | Round of 16         | Round of 16 | Round of 16 | Round of 16 |  |  | Quarter-finals      | Quarter-finals | Quarter-finals | Quarter-finals |  |  | Semi-finals              | Semi-finals | Semi-finals | Semi-finals |  |  | Final                 | Final |
|                   |             |             |             |  |                 |                     |             |             |             |  |  |                     |                |                |                |  |  |                          |             |             |             |  |  |                       |       |
| Club Brugge       | 1           | 0           | 1           |  |                 |                     |             |             |             |  |  |                     |                |                |                |  |  |                          |             |             |             |  |  |                       |       |
| Valencia (aet)    | 0           | 3           | 3           |  |                 | Valencia (a)        | 1           | 4           | 5           |  |  |                     |                |                |                |  |  |                          |             |             |             |  |  |                       |       |
| Twente            | 1           | 1           | 2           |  | Werder Bremen   | 1                   | 4           | 5           |             |  |  |                     |                |                |                |  |  |                          |             |             |             |  |  |                       |       |
| Werder Bremen     | 0           | 4           | 4           |  |                 |                     |             |             |             |  |  | Valencia            | 2              | 0              | 2              |  |  |                          |             |             |             |  |  |                       |       |
| Atlético Madrid   | 1           | 2           | 3           |  |                 |                     |             |             |             |  |  | Atlético Madrid (a) | 2              | 0              | 2              |  |  |                          |             |             |             |  |  |                       |       |
| Galatasaray       | 1           | 1           | 2           |  |                 | Atlético Madrid (a) | 0           | 2           | 2           |  |  |                     |                |                |                |  |  |                          |             |             |             |  |  |                       |       |
| Everton           | 2           | 0           | 2           |  | Sporting CP     | 0                   | 2           | 2           |             |  |  |                     |                |                |                |  |  |                          |             |             |             |  |  |                       |       |
| Sporting CP       | 1           | 3           | 4           |  |                 |                     |             |             |             |  |  |                     |                |                |                |  |  | Atlético Madrid (aet, a) | 1           | 1           | 2           |  |  |                       |       |
| Hertha BSC        | 1           | 0           | 1           |  |                 |                     |             |             |             |  |  |                     |                |                |                |  |  | Liverpool                | 0           | 2           | 2           |  |  |                       |       |
| Benfica           | 1           | 4           | 5           |  |                 | Benfica             | 1           | 2           | 3           |  |  |                     |                |                |                |  |  |                          |             |             |             |  |  |                       |       |
| Copenhaga         | 1           | 1           | 2           |  | Marseille       | 1                   | 1           | 2           |             |  |  |                     |                |                |                |  |  |                          |             |             |             |  |  |                       |       |
| Marseille         | 3           | 3           | 6           |  |                 |                     |             |             |             |  |  | Benfica             | 2              | 1              | 3              |  |  |                          |             |             |             |  |  |                       |       |
| Lille             | 2           | 1           | 3           |  |                 |                     |             |             |             |  |  | Liverpool           | 1              | 4              | 5              |  |  |                          |             |             |             |  |  |                       |       |
| Fenerbahçe        | 1           | 1           | 2           |  |                 | Lille               | 1           | 0           | 1           |  |  |                     |                |                |                |  |  |                          |             |             |             |  |  |                       |       |
| Liverpool         | 1           | 3           | 4           |  | Liverpool       | 0                   | 3           | 3           |             |  |  |                     |                |                |                |  |  |                          |             |             |             |  |  |                       |       |
| Unirea Urziceni   | 0           | 1           | 1           |  |                 |                     |             |             |             |  |  |                     |                |                |                |  |  |                          |             |             |             |  |  | Atlético Madrid (aet) | 2     |
| Hamburg (a)       | 1           | 2           | 3           |  |                 |                     |             |             |             |  |  |                     |                |                |                |  |  |                          |             |             |             |  |  | Fulham                | 1     |
| PSV Eindhoven     | 0           | 3           | 3           |  |                 | Hamburg             | 3           | 3           | 6           |  |  |                     |                |                |                |  |  |                          |             |             |             |  |  |                       |       |
| Athletic Bilbao   | 1           | 0           | 1           |  | Anderlecht      | 1                   | 4           | 5           |             |  |  |                     |                |                |                |  |  |                          |             |             |             |  |  |                       |       |
| Anderlecht        | 1           | 4           | 5           |  |                 |                     |             |             |             |  |  | Hamburg             | 2              | 3              | 5              |  |  |                          |             |             |             |  |  |                       |       |
| Panathinaikos     | 3           | 3           | 6           |  |                 |                     |             |             |             |  |  | Standard Liège      | 1              | 1              | 2              |  |  |                          |             |             |             |  |  |                       |       |
| Roma              | 2           | 2           | 4           |  |                 | Panathinaikos       | 1           | 0           | 1           |  |  |                     |                |                |                |  |  |                          |             |             |             |  |  |                       |       |
| Standard Liège    | 3           | 0           | 3           |  | Standard Liège  | 3                   | 1           | 4           |             |  |  |                     |                |                |                |  |  |                          |             |             |             |  |  |                       |       |
| Red Bull Salzburg | 2           | 0           | 2           |  |                 |                     |             |             |             |  |  |                     |                |                |                |  |  | Hamburg                  | 0           | 1           | 1           |  |  |                       |       |
| Ajax              | 1           | 0           | 1           |  |                 |                     |             |             |             |  |  |                     |                |                |                |  |  | Fulham                   | 0           | 2           | 2           |  |  |                       |       |
| Juventus          | 2           | 0           | 2           |  |                 | Juventus            | 3           | 1           | 4           |  |  |                     |                |                |                |  |  |                          |             |             |             |  |  |                       |       |
| Fulham            | 2           | 1           | 3           |  | Fulham          | 1                   | 4           | 5           |             |  |  |                     |                |                |                |  |  |                          |             |             |             |  |  |                       |       |
| Șahtior Donețk    | 1           | 1           | 2           |  |                 |                     |             |             |             |  |  | Fulham              | 2              | 1              | 3              |  |  |                          |             |             |             |  |  |                       |       |
| Rubin Kazan       | 3           | 0           | 3           |  |                 |                     |             |             |             |  |  | Wolfsburg           | 1              | 0              | 1              |  |  |                          |             |             |             |  |  |                       |       |
| Hapoel Tel Aviv   | 0           | 0           | 0           |  |                 | Rubin Kazan         | 1           | 1           | 2           |  |  |                     |                |                |                |  |  |                          |             |             |             |  |  |                       |       |
| Villarreal        | 2           | 1           | 3           |  | Wolfsburg (aet) | 1                   | 2           | 3           |             |  |  |                     |                |                |                |  |  |                          |             |             |             |  |  |                       |       |
| Wolfsburg         | 2           | 4           | 6           |  |                 |                     |             |             |             |  |  |                     |                |                |                |  |  |                          |             |             |             |  |  |                       |       |

## Șaisprezecimile
| Echipa #1       | Total   | Echipa #2         | Tur | Retur     |
| --------------- | ------- | ----------------- | --- | --------- |
| Rubin Kazan     | 3–0     | Hapoel Tel Aviv   | 3–0 | 0–0       |
| Athletic Bilbao | 1–5     | Anderlecht        | 1–1 | 0–4       |
| Copenhaga       | 2–6     | Marseille         | 1–3 | 1–3       |
| Panathinaikos   | 6–4     | Roma              | 3–2 | 3–2       |
| Atlético Madrid | 3–2     | Galatasaray       | 1–1 | 2–1       |
| Ajax            | 1–2     | Juventus          | 1–2 | 0–0       |
| Club Brugge     | 1–3     | Valencia          | 1–0 | 0–3 (aet) |
| Fulham          | 3–2     | Șahtior Donețk    | 2–1 | 1–1       |
| Liverpool       | 4–1     | Unirea Urziceni   | 1–0 | 3–1       |
| Hamburg         | 3–3 (a) | PSV Eindhoven     | 1–0 | 2–3       |
| Villarreal      | 3–6     | Wolfsburg         | 2–2 | 1–4       |
| Standard Liège  | 3–2     | Red Bull Salzburg | 3–2 | 0–0       |
| Twente          | 2–4     | Werder Bremen     | 1–0 | 1–4       |
| Lille           | 3–2     | Fenerbahçe        | 2–1 | 1–1       |
| Everton         | 2–4     | Sporting CP       | 2–1 | 0–3       |
| Hertha BSC      | 1–5     | Benfica           | 1–1 | 0–4       |

### Tur
| Everton                | 2 – 1   | Sporting CP       |
| ---------------------- | ------- | ----------------- |
| Pienaar 35' Distin 49' | Cronica | Veloso 87' (pen.) |

| Rubin Kazan                 | 3 – 0   | Hapoel Tel Aviv |
| --------------------------- | ------- | --------------- |
| Bukharov 14', 23' Semak 69' | Cronica |                 |

| Villarreal                | 2 – 2   | Wolfsburg               |
| ------------------------- | ------- | ----------------------- |
| Senna 43' Marco Ruben 85' | Cronica | Grafite 65', 84' (pen.) |

| Standard Liège                        | 3 – 2   | Red Bull Salzburg |
| ------------------------------------- | ------- | ----------------- |
| Witsel 66' (pen.), 82' De Camargo 80' | Cronica | Janko 4', 45'     |

| Twente      | 1 – 0   | Werder Bremen |
| ----------- | ------- | ------------- |
| Janssen 39' | Cronica |               |

| Lille               | 2 – 1   | Fenerbahçe         |
| ------------------- | ------- | ------------------ |
| Balmont 3' Frau 52' | Cronica | Gökçek Vederson 5' |

| Ajax          | 1 – 2   | Juventus        |
| ------------- | ------- | --------------- |
| Sulejmani 16' | Cronica | Amauri 31', 58' |

| Club Brugge  | 1 – 0   | Valencia |
| ------------ | ------- | -------- |
| Kouemaha 56' | Cronica |          |

| Fulham             | 2 – 1   | Șahtior Donețk   |
| ------------------ | ------- | ---------------- |
| Gera 3' Zamora 63' | Cronica | Luiz Adriano 32' |

| Liverpool | 1 – 0   | Unirea Urziceni |
| --------- | ------- | --------------- |
| N'Gog 81' | Cronica |                 |

| Hamburg           | 1 – 0   | PSV Eindhoven |
| ----------------- | ------- | ------------- |
| Jansen 26' (pen.) | Cronica |               |

| Athletic Bilbao | 1 – 1   | Anderlecht |
| --------------- | ------- | ---------- |
| San José 58'    | Cronica | Biglia 35' |

| Copenhaga           | 1 – 3   | Marseille                         |
| ------------------- | ------- | --------------------------------- |
| Grønkjær 79' (pen.) | Cronica | Niang 72' Ben Arfa 84' Kaboré 90' |

| Panathinaikos                                   | 3 – 2   | Roma                           |
| ----------------------------------------------- | ------- | ------------------------------ |
| Salpigidis 67' Christodoulopoulos 84' Cissé 89' | Cronica | Vučinić 29' Pizarro 81' (pen.) |

| Atlético Madrid | 1 – 1   | Galatasaray |
| --------------- | ------- | ----------- |
| Reyes 23'       | Cronica | Keïta 77'   |

| Hertha BSC             | 1 – 1   | Benfica     |
| ---------------------- | ------- | ----------- |
| Javi García 33' (o.g.) | Cronica | Di María 4' |

### Retur
| Benfica                                    | 4 – 0   | Hertha BSC |
| ------------------------------------------ | ------- | ---------- |
| Aimar 25' Cardozo 48', 62' Javi García 59' | Cronica |            |

Benfica a câștigat cu 5–1 la general.
| Anderlecht                                          | 4 – 0   | Athletic Bilbao |
| --------------------------------------------------- | ------- | --------------- |
| Lukaku 4' San José 27' (o.g.) Juhász 49' Legear 68' | Cronica |                 |

Anderlecht a câștigat cu 5–1 la general.
| Marseille                  | 3 – 1   | Copenhaga  |
| -------------------------- | ------- | ---------- |
| Ben Arfa 43' Koné 62', 78' | Cronica | Aílton 87' |

Marseille a câștigat cu 6–2 la general.
| Roma                   | 2 – 3   | Panathinaikos                     |
| ---------------------- | ------- | --------------------------------- |
| Riise 11' De Rossi 67' | Cronica | Cissé 40' (pen.), 45+1' Ninis 43' |

Panathinaikos a câștigat cu 6–4 la general.
| Galatasaray | 1 – 2   | Atlético Madrid      |
| ----------- | ------- | -------------------- |
| Keïta 66'   | Cronica | Simão 63' Forlán 90' |

Atlético Madrid a câștigat cu 3–2 la general.
| Șahtior Donețk | 1 – 1   | Fulham        |
| -------------- | ------- | ------------- |
| Jádson 69'     | Cronica | Hangeland 33' |

Fulham a câștigat cu 3–2 la general.
| Unirea Urziceni | 1 – 3   | Liverpool                            |
| --------------- | ------- | ------------------------------------ |
| Fernandes 19'   | Cronica | Mascherano 30' Babel 41' Gerrard 57' |

Liverpool a câștigat cu 4–1 la general.
| PSV Eindhoven                            | 3 – 2   | Hamburg                          |
| ---------------------------------------- | ------- | -------------------------------- |
| Toivonen 2' Dzsudzsák 43' Koevermans 90' | Cronica | Petrić 46' Trochowski 79' (pen.) |

Hamburg 3–3 PSV Eindhoven la general. Hamburg a câștigat datorită reguli golului marcat în deplasare.
| Wolfsburg                                                | 4 – 1   | Villarreal    |
| -------------------------------------------------------- | ------- | ------------- |
| Džeko 10' Ángel López 15' (o.g.) Gentner 42' Grafite 64' | Cronica | Capdevila 30' |

Wolfsburg a câștigat cu 6–3 la general.
| Red Bull Salzburg | 0 – 0   | Standard Liège |
| ----------------- | ------- | -------------- |
|                   | Cronica |                |

Standard Liège a câștigat cu 3–2 la general.
| Werder Bremen                   | 4 – 1   | Twente      |
| ------------------------------- | ------- | ----------- |
| Pizarro 15', 20', 58' Naldo 27' | Cronica | De Jong 33' |

Werder Bremen a câștigat cu 4–2 la general.
| Fenerbahçe | 1 – 1   | Lille    |
| ---------- | ------- | -------- |
| Emre 35'   | Cronica | Rami 85' |

Lille a câștigat cu 3–2 la general.
| Sporting CP                           | 3 – 0   | Everton |
| ------------------------------------- | ------- | ------- |
| Veloso 64' Mendes 76' Fernández 90+4' | Cronica |         |

Sporting CP a câștigat cu 4–2 la general.
| Juventus | 0 – 0   | Ajax |
| -------- | ------- | ---- |
|          | Cronica |      |

Juventus a câștigat cu 2–1 la general.
| Valencia                    | 3 – 0 (a.e.t.) | Club Brugge |
| --------------------------- | -------------- | ----------- |
| Mata 1' Hernández 97', 117' | Cronica        |             |

Valencia a câștigat cu 3–1 la general.
| Hapoel Tel Aviv | 0 – 0   | Rubin Kazan |
| --------------- | ------- | ----------- |
|                 | Cronica |             |

Rubin Kazan a câștigat cu 3–0 la general.
Notes
- Notă 1: Unirea Urziceni a jucat meciul din optimi pe Stadionul Steaua din București deoarece  Stadionul Tineretului nu îndeplinea criteriile UEFA.[1]

## Optimi
| Echipa #1       | Total   | Echipa #2      | Tur | Retur     |
| --------------- | ------- | -------------- | --- | --------- |
| Hamburg         | 6–5     | Anderlecht     | 3–1 | 3–4       |
| Rubin Kazan     | 2–3     | Wolfsburg      | 1–1 | 1–2 (aet) |
| Atlético Madrid | 2–2 (a) | Sporting CP    | 0–0 | 2–2       |
| Benfica         | 3–2     | Marseille      | 1–1 | 2–1       |
| Panathinaikos   | 1–4     | Standard Liège | 1–3 | 0–1       |
| Lille           | 1–3     | Liverpool      | 1–0 | 0–3       |
| Juventus        | 4–5     | Fulham         | 3–1 | 1–4       |
| Valencia        | 5–5 (a) | Werder Bremen  | 1–1 | 4–4       |

### Tur
| Hamburg                                      | 3 – 1   | Anderlecht |
| -------------------------------------------- | ------- | ---------- |
| Mathijsen 23' Van Nistelrooy 40' Jarolím 76' | Cronica | Legear 45' |

| Atlético Madrid | 0 – 0   | Sporting CP |
| --------------- | ------- | ----------- |
|                 | Cronica |             |

| Lille      | 1 – 0   | Liverpool |
| ---------- | ------- | --------- |
| Hazard 84' | Cronica |           |

| Rubin Kazan | 1 – 1   | Wolfsburg     |
| ----------- | ------- | ------------- |
| Noboa 29'   | Cronica | Misimović 67' |

| Benfica  | 1 – 1   | Marseille    |
| -------- | ------- | ------------ |
| Maxi 76' | Cronica | Ben Arfa 90' |

| Juventus                                   | 3 – 1   | Fulham    |
| ------------------------------------------ | ------- | --------- |
| Legrottaglie 9' Zebina 25' Trezeguet 45+3' | Cronica | Etuhu 36' |

| Valencia | 1 – 1   | Werder Bremen     |
| -------- | ------- | ----------------- |
| Mata 57' | Cronica | Frings 24' (pen.) |

| Panathinaikos | 1 – 3   | Standard Liège                         |
| ------------- | ------- | -------------------------------------- |
| Vyntra 48'    | Cronica | Witsel 8' Jovanović 16' De Camargo 74' |

### Retur
| Fulham                                     | 4 – 1   | Juventus     |
| ------------------------------------------ | ------- | ------------ |
| Zamora 9' Gera 39', 49' (pen.) Dempsey 82' | Cronica | Trezeguet 2' |

Fulham a câștigat cu 5–4 la general.
| Werder Bremen                                       | 4 – 4   | Valencia                    |
| --------------------------------------------------- | ------- | --------------------------- |
| Almeida 26' Frings 57' (pen.) Marin 62' Pizarro 84' | Cronica | Villa 3', 45', 66' Mata 15' |

Valencia 5–5 Werder Bremen la general. Valencia a câștigat datorită reguli golului marcat în deplasare.
| Marseille | 1 – 2   | Benfica               |
| --------- | ------- | --------------------- |
| Niang 70' | Cronica | Maxi 75' Kardec 90+1' |

Benfica a câștigat cu 3–2 la general.
| Standard Liège | 1 – 0   | Panathinaikos |
| -------------- | ------- | ------------- |
| Mbokani 45+2'  | Cronica |               |

Standard Liège a câștigat cu 4–1 la general.
| Liverpool                         | 3 – 0   | Lille |
| --------------------------------- | ------- | ----- |
| Gerrard 9' (pen.) Torres 49', 89' | Cronica |       |

Liverpool a câștigat cu 3–1 la general.
| Sporting CP             | 2 – 2   | Atlético Madrid |
| ----------------------- | ------- | --------------- |
| Liédson 19' Polga 45+1' | Cronica | Agüero 3', 33'  |

Sporting CP 2–2 Atlético Madrid. Atlético Madrid a câștigat datorită reguli golului marcat în deplasare.
| Anderlecht                                              | 4 – 3   | Hamburg                           |
| ------------------------------------------------------- | ------- | --------------------------------- |
| Lukaku 44' Suárez 45+3' (pen.) Biglia 59' Boussoufa 66' | Cronica | Boateng 42' Jansen 54' Petrić 75' |

Hamburg a câștigat cu 6–5 la general.
| Wolfsburg                | 2 – 1 (a.e.t.) | Rubin Kazan |
| ------------------------ | -------------- | ----------- |
| Martins 58' Gentner 119' | Cronica        | Kasaev 21'  |

Wolfsburg a câștigat cu 3–2 la general.

## Sferturi
| Echipa 1 | Scor gen. | Echipa 2        | Tur | Retur |
| -------- | --------- | --------------- | --- | ----- |
| Fulham   | 3–1       | Wolfsburg       | 2–1 | 1–0   |
| Hamburg  | 5–2       | Standard Liège  | 2–1 | 3–1   |
| Valencia | 2–2 (a)   | Atlético Madrid | 2–2 | 0–0   |
| Benfica  | 3–5       | Liverpool       | 2–1 | 1–4   |

### Tur
| Fulham              | 2 – 1   | Wolfsburg   |
| ------------------- | ------- | ----------- |
| Zamora 59' Duff 63' | Cronica | Madlung 89' |

| Hamburg                              | 2 – 1   | Standard Liège |
| ------------------------------------ | ------- | -------------- |
| Petrić 42' (pen.) Van Nistelrooy 45' | Cronica | Mbokani 31'    |

| Valencia                | 2 – 2   | Atlético Madrid      |
| ----------------------- | ------- | -------------------- |
| Fernandes 66' Villa 82' | Cronica | Forlán 59' López 72' |

| Benfica                        | 2 – 1   | Liverpool |
| ------------------------------ | ------- | --------- |
| Cardozo 59' (pen.), 79' (pen.) | Cronica | Agger 9'  |

### Retur
| Wolfsburg | 0 – 1   | Fulham    |
| --------- | ------- | --------- |
|           | Cronica | Zamora 1' |

Fulham a câștigat cu 3–1 la general.
| Standard Liège | 1 – 3   | Hamburg                        |
| -------------- | ------- | ------------------------------ |
| De Camargo 33' | Cronica | Petrić 20', 35' Guerrero 90+4' |

Hamburg a câștigat cu 5–2 la general.
| Atlético Madrid | 0 – 0   | Valencia |
| --------------- | ------- | -------- |
|                 | Cronica |          |

Valencia 2–2 Atlético Madrid la general. Atlético Madrid a câștigat datorită reguli golului marcat în deplasare.
| Liverpool                          | 4 – 1   | Benfica     |
| ---------------------------------- | ------- | ----------- |
| Kuyt 27' Lucas 34' Torres 59', 82' | Cronica | Cardozo 70' |

Liverpool a câștigat cu 5–3 la general.

## Semifinalele
The four quarter-final winners were drawn into two pairs of home-and-away matches. The first legs were played on 22 April 2010, with the Returs on 29 April 2010.
| Echipa 1        | Scor gen. | Echipa 2  | Tur | Retur     |
| --------------- | --------- | --------- | --- | --------- |
| Hamburg         | 1–2       | Fulham    | 0–0 | 1–2       |
| Atlético Madrid | 2–2 (a)   | Liverpool | 1–0 | 1–2 (aet) |

### Tur
| Hamburg | 0 – 0   | Fulham |
| ------- | ------- | ------ |
|         | Cronica |        |

| Atlético Madrid | 1 – 0   | Liverpool |
| --------------- | ------- | --------- |
| Forlán 9'       | Cronica |           |

### Retur
| Fulham              | 2 – 1   | Hamburg    |
| ------------------- | ------- | ---------- |
| Davies 69' Gera 76' | Cronica | Petrić 22' |

Fulham a câștigat cu 2–1 la general.
| Liverpool                 | 2 – 1 (a.e.t.) | Atlético Madrid |
| ------------------------- | -------------- | --------------- |
| Aquilani 44' Benayoun 95' | Cronica        | Forlán 102'     |

Atlético Madrid 2–2 Liverpool la general. Atlético Madrid a câștigat datorită reguli golului marcat în deplasare.

## Finala
Finala UEFA Europa League 2009-10 s-a disputat pe HSH Nordbank Arena din Hamburg, Germania, la data de 12 mai 2010.
| Atlético Madrid  | 2 – 1 (a.e.t.) | Fulham     |
| ---------------- | -------------- | ---------- |
| Forlán 32', 116' | Cronica        | Davies 37' |